# 6B47ヘルメット
6B47（ロシア語: 6Б47）は、ロシア連邦軍の標準戦闘用ヘルメットでArmokomによって開発された。その後ロシア連邦軍の標準装備プログラムであるラトニク計画で採用された。

## 運用
2015年までにロシア連邦軍での使用が確認されている。
2016年までにシリアでの使用が確認された。
2022年時点でロシア連邦軍での配備が確認されており、配備数が旧型の6B26、6B7Mを上回っている。
2022年のウクライナ侵攻で投入され、多数がウクライナ軍に鹵獲されている。

## 設計
6B47は旧型の6B7、6B7Mを更新する目的で2011年からArmokomで開発された。
6B47は諸外国のケブラーヘルメットと比較して軽量で重量は約1.5kgほどである。防弾性能は9x18mmマカロフ弾による5mからの射撃を防弾でき、630m/sで飛翔する1.5gほどの鉄の破片に対する防御力を有する。
また、標準装備として側面にピカティニーレールと正面ナイトヴィジョンマウントが装備されている。非腐食性に優れており気温が50〜氷点下50度でも効果的に機能する。対応年数は5〜8年。
標準装備としてヘルメットカバーがあり、基本的にEMR迷彩(デジタルフローラ迷彩)、砂漠迷彩、砂漠EMR迷彩、冬季迷彩などのバリエーションがある
ロシアでは航空宇宙軍、海軍歩兵、陸軍、空挺軍、戦略ロケット軍で使用されている。

## ギャラリー

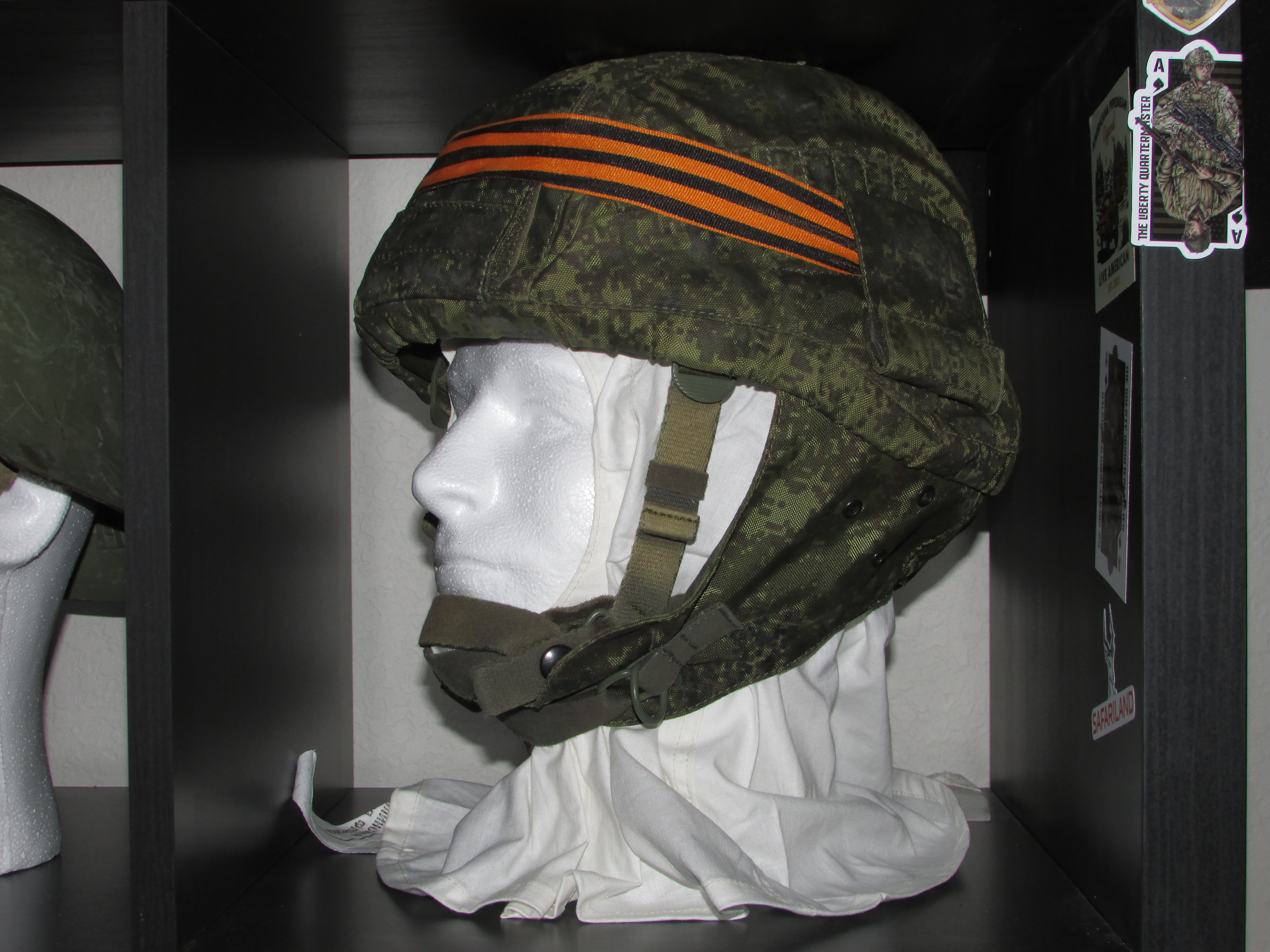
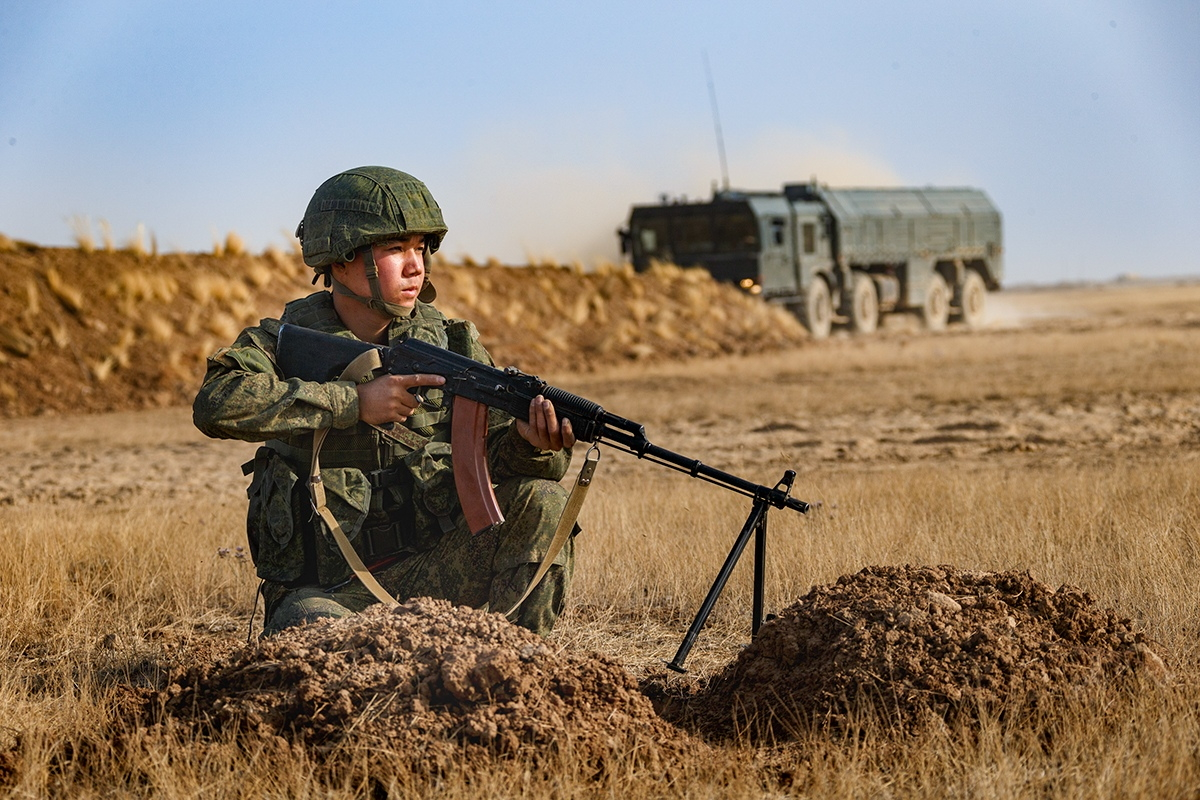
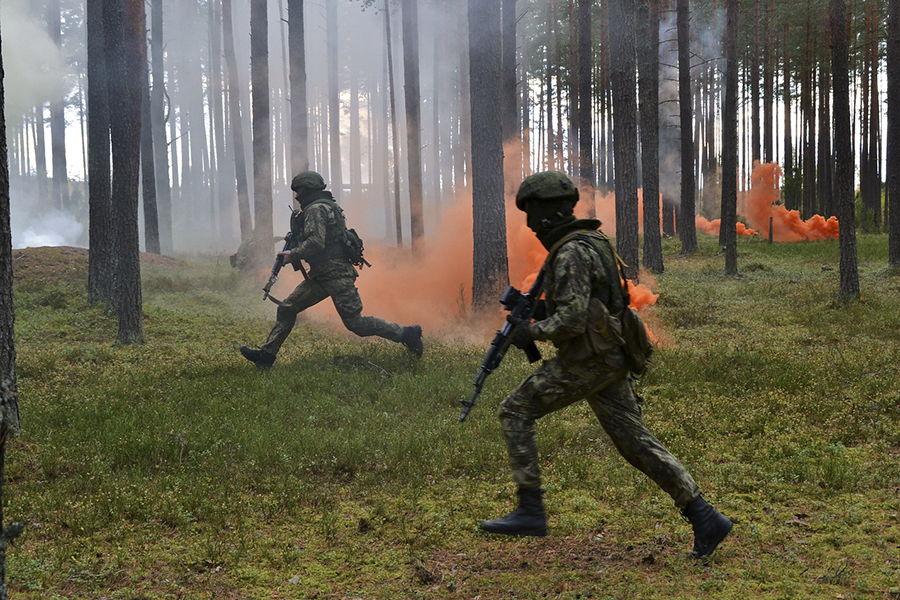